# Desa Larangan (administrativ by i Indonesien, Jawa Tengah, lat -6,99, long 108,94)
Desa Larangan är en administrativ by i Indonesien.   Den ligger i provinsen Jawa Tengah, i den västra delen av landet, 250 km öster om huvudstaden Jakarta.